# Allgemeine Encyclopädie der Wissenschaften und Künste

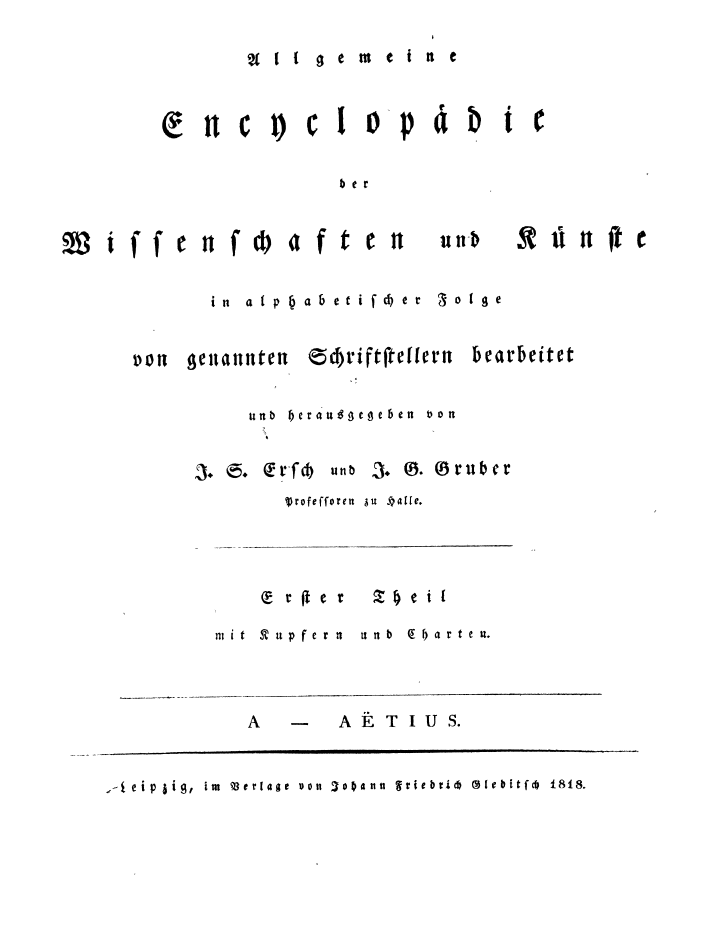
Pagina de titlu a volumului 1

Allgemeine Encyclopädie der Wissenschaften und Künste („Enciclopedia universalăe de științe și arte”) a fost o enciclopedie germană din secolul al XIX-lea publicată de Johann Samuel Ersch și Johann Gottfried Gruber, cunoscută, prin urmare, și ca „Ersch-Gruber”. Unul dintre cele mai ambițioase proiecte enciclopedice realizate vreodată, el a rămas nefinalizat.
Enciclopedia a fost proiectată și începută în 1813 de către profesorul Ersch pentru a satisface necesitățile germanilor, satisfăcute numai în parte de lucrările străine. Elaborarea lucrării a fost oprită de Războaiele Napoleoniene până în 1816, când s-a alăturat profesorul Gottlieb Hufeland, dar acesta din urmă a murit pe 25 februarie 1817, în timp ce manuscrisul se afla la tipărit. Primul volum a apărut la Leipzig în 1818. Redactorii diferitelor secțiuni în diferite momente au fost unii dintre cei mai cunoscuți profesori din Germania, inclusiv Gruber, M.H.E. Meier, Hermann Brockhaus, W. Müller și A.G. Hoffmann din Jena. Naturalistul Eduard Poeppig a scris majoritatea articolelelor despre cele două Americi. Toate articolele poartă numele autorilor, iar cele care nu erau gata la timp au fost plasate la sfârșit.
Lucrarea este împărțită în trei secțiuni:
1. A-G (99 de volume publicate, complet):
2. H-N (doar primele 43 de volume publicate, până la Ligatur)
3. O-Z (doar primele 25 de volume publicate, pînă la Phyxios)

De la începutul său până în 1830, Encyclopädie a fost publicată la Leipzig de Johan Friedrich Gleditsch. Din 1831 până la încetarea publicării în 1889, Encyclopädie a fost publicată de Friedrich Arnold Brockhaus, tot la Leipzig. Gleditsch a publicat volumele 1-21 ale primei secțiuni, volumele 1-7 ale celei de-a doua secțiuni și numai primul volum din cea de-a treia secțiune. Brockhaus a publicat volumele rămase până în 1889. În 1889, când proiectul a fost abandonat, Encyclopädie a ajuns la 167 de volume. Numai articolul despre Grecia a acoperit 3.668 de pagini, adică opt volume.